# Schweizer Volkskalender
Schweizer Volkskalender sind jährlich erscheinende Publikationen in der Schweiz, die Kalenderinformationen mit unterhaltsamen und lehrreichen Texten verbinden. Volkskalender (auch Almanache) haben eine lange Geschichte bis ins 17. und 18. Jahrhundert und gehören zu den frühesten periodischen Publikationen des Landes. Bekannte Beispiele sind der Appenzeller Kalender, der Bündner Kalender oder der französischsprachige Messager boiteux, die bis heute jährlich erscheinen. Im Bereich Zentralschweiz sowie Teilen von Luzern und Bern werden diese Jahreskalender oft als Brattig (Praktik) bezeichnet. Ist der Kalender mit leeren Seiten für handschriftliche Notizen durchschossen, so wird er auch als Schreibkalender bezeichnet.

## Geschichte
Frühe gedruckte Kalender erschienen in der Schweiz bereits im 15. Jahrhundert. Die Tradition der jährlich erscheinenden Volkskalender etablierte sich aber ab dem 17. Jahrhundert. Einer der ersten und einflussreichsten war der „Hinkende Bote“, der ab 1676 in Basel verlegt wurde. Bald folgten regionale Ausgaben, etwa der Berner Hinkende Bote, der 1717/18 erstmals erschien und bis heute (als Historischer Kalender bekannt) weitergeführt wird. Im 18. Jahrhundert verbreiteten sich Volkskalender in allen Landesteilen. So wurde 1707 in Vevey erstmals der französischsprachige Almanach „Messager boiteux“ verkauft, der bis heute der älteste kontinuierlich erscheinende Schweizer Kalender ist. In der Ostschweiz lancierte Johannes Tobler 1722 den Appenzeller Kalender, einen der ältesten noch bestehenden Volkskalender der Deutschschweiz.
Im 19. Jahrhundert entstanden spezialisierte Kalender wie der politische „Schweizer Bilderkalender“ (1834–1847) des Künstlers Martin Disteli. Auch der Schriftsteller Jeremias Gotthelf gab 1839–1844 einen „Neuen Berner Kalender“ heraus. Trotz der Konkurrenz durch Zeitung und Radio haben einige der traditionellen Volkskalender bis heute eine gewisse Relevanz und gelten als Kulturerbe. So ist der Messager boiteux in der Liste der lebendigen Traditionen der Schweiz verzeichnet.

## Inhalte und Funktion
Traditionelle Jahreskalender kombinieren typischerweise ein Kalendarium mit Feiertagen, Mondphasen und Bauernregeln mit vielfältigen Lesestoffen. Ein typischer Kalender enthält täglich astronomische Angaben (Sonnen- und Mondlauf), einen Jahrmarkt- und Feiertagskalender, Wetternotizen sowie praktische Ratschläge für Landwirtschaft und Gesundheit. Daneben bieten fast alle Volkskalender unterhaltsame und belehrende Texte: Anekdoten, Erzählungen, Gedichte und Rückblicke auf wichtige Ereignisse des vergangenen Jahres. Viele Kalender illustrierten diese Beiträge mit einfachen Holzschnitten oder Zeichnungen, besonders im 18. und 19. Jahrhundert.
Charakteristisch ist zudem oft eine zwei- oder mehrsprachige Ausrichtung. So enthält der Bündner Kalender seit jeher auch Artikel in Rätoromanisch neben dem Deutschen. Volkskalender wurden früher von Hausierern weit verbreitet und gehörten in allen sozialen Schichten zur beliebten Lektüre. Sie dienten sowohl als Nachschlagewerk im Alltag (z. B. für Saat- und Erntetermine, Marktdaten oder amtliche Adressen) als auch der Unterhaltung und Volksbildung auf dem Land. Viele Ausgaben erfüllten auch eine identitätsstiftende Funktion für die Region oder Sprachgemeinschaft.

## Die Brattig
Im Bereich Zentralschweiz sowie Teilen von Luzern und Bern werden diese Jahreskalender oft als Brattig bezeichnet. Der Begriff stammt von Praktik bzw. praktisch, oft auch als kleine Praktik bezeichnet und meint Ratgeber und nützliche Informationen die neben dem Kalendarium im hinteren Teil des Jahreskalenders abgedruckt sind, beispielsweise Angaben zu Feiertagen, Marktdaten und Angaben zur Astronomie wie Mondphasen und Astrologie.
In der Schweiz erscheinen oder erschienen unter anderem folgende Ausgaben:
- Alpenhorn-Kalender, Brattig für das Emmental und die benachbarten Gebiete mit astronomischem Kalendarium
- Bärner Brattig, Zeitschrift für Bernerinnen und Berner (1999 bis 2009?)
- Brattig für das Berner Mittel- und Oberland
- Entlebucher Brattig
- Luzerner Hauskalender (im Volksmund «Meyer-Brattig» genannt), Luzern
- Nidwaldner Brattig, seit 1860 herausgegeben von der Druckerei von Matt in Stans, Kanton Nidwalden[10]
- Obwaldner Brattig, Herausgeber: Brattig Verlag, Alpnach, Kanton Obwalden
- Seetaler Brattig, Region Seetal

## Regionale Traditionskalender

### Deutschsprachige Schweiz

#### Historischer Kalender («Hinkender Bote»), Bern
Samuel Kneubühler gab 1678 unter dem Titel Alter und Neuer Schreib-Kalender in Bern den ersten Schreibkalender im Quartformat heraus. Ab 1690 erschien der Menschlich Alter-Calender. Für Jacob Anthon Vulpius ist für das Jahr 1694 ein Taschenkalender (Duodezformat) mit dem Titel Alter und neuer Schreib-Kalender belegt. Unter dem Namen Marcus Frölich gab Vulpius 1705 einen Quart-Kalender mit dem Titel Verbesserter Julianischer Schreib-Kalender heraus. Ab ungefähr 1714 erschien bei der Oberen Druckerei, herausgegeben von Niklaus Emanuel Haller und Franz Rudolf Fels., die Berner Ausgabe des Hinkenden Boten, nach dem Basler Vorbild. Die älteste erhaltene Ausgabe des in Bern gedruckten Hinkende Bot ist der Jahrgang 1718. Dieser Berner Hinkende Bot entwickelte sich zum meistverbreiteten Kalender im Kanton Bern und erreichte in der ersten Hälfte des 19. Jahrhunderts Auflagen von bis zu 40 000 Exemplaren. Der Kalender enthielt einen typischen Mix aus Kalendarium, astrologischen „Praktiken“, Berichten über denkwürdige Ereignisse und volkstümlichen Abbildungen. Er erscheint, drucktechnisch und inhaltlich modernisiert, bis heute jährlich unter dem Titel Der Hinkende Bot – Historischer Kalender, herausgegeben vom Stämpfli Verlag in Bern. Damit ist diese Reihe der älteste noch publizierte Volkskalender der Deutschschweiz.

#### Appenzeller Kalender, Appenzell
Der Appenzeller Kalender wurde 1722 von Johannes Tobler (1696–1765) ins Leben gerufen. Er entwickelte sich im 19. Jahrhundert zu einem der auflagenstärksten Volkskalender der Schweiz. Inhaltlich war er von Anfang an ein astronomischer Kalender: Im ersten Teil finden sich Angaben zum Sonnen- und Mondlauf, Erscheinungen am Himmel, Bauernregeln sowie ein Verzeichnis aller Waren- und Viehmärkte der Schweiz. Bis 1958 druckte der Appenzeller Kalender sogar parallel den gregorianischen und den julianischen („alten“) Kalender ab und enthielt volksmedizinische Alltagstipps. Der zweite Teil bietet seit jeher eine Witterungschronik des vergangenen Jahres sowie vielfältige Beiträge zu Geschichte, Brauchtum und Literatur. Früher berichtete der Kalender auch über weltpolitische Ereignisse, während heute stärker regional-appenzellische Inhalte im Zentrum stehen. Seit 1738 ist zudem ein Behördenverzeichnis (für Appenzell Ausserrhoden und Innerrhoden, je nach Ausgabegebiet auch angrenzende Kantone) fester Bestandteil. Über die Jahrhunderte wechselte der Kalender mehrfach Druckerei und Verlag. Seit 1975 wird er vom Appenzeller Verlag  herausgegeben und vertrieben. Der Appenzeller Kalender erscheint bis heute jedes Jahr.

#### Einsiedler Kalender, Zentralschweiz
Als katholisches Gegenstück zu den als unchristlich angesehenen weltlichen Kalendern lancierte der Benziger Verlag in Einsiedeln 1840 den Einsiedler Kalender. Dieser Almanach war klar religiös-volkstümlich ausgerichtet und legte besonderen Wert auf qualitativ hochwertige Illustrationen. Der Erfolg war enorm: Der Einsiedler Kalender avancierte zu einem der auflagenstärksten Schweizer Kalender des 19. Jahrhunderts mit zeitweise bis zu 300 000 Exemplaren jährlich. Er erlangte internationale Verbreitung, auch durch fremdsprachige Ausgaben: Ab 1847 gab es eine französische Edition (Almanach de Notre Dame des Ermites), ab 1886 eine italienische, ab 1889 spanische und sogar portugiesische Version. Die Redaktion lag lange in den Händen von Benediktinermönchen des Klosters Einsiedeln (u. a. Gall Morel bis 1872, Albert Kuhn 1873–1920). Inhaltlich bot der Einsiedler Kalender nebst dem Kalendarium erbauliche Geschichten, religiöse Belehrungen und Nachrichten in konservativ-katholischem Geist. Nach 123 Jahrgängen wurde die Reihe 1963 eingestellt.

#### Schweizerischer Heimkalender, Bern
Im frühen 20. Jahrhundert erschienen auch gesamtschweizerisch ausgerichtete Volkskalender. Ein Beispiel ist der „Schweizer Heim-Kalender“, ein volkstümliches Jahrbuch, das ab ca. 1908 herausgegeben wurde. Redaktor und Herausgeber war der Schriftsteller Oskar Frei, der in den Jahrgängen vor und nach dem Ersten Weltkrieg zahlreiche Mundart-Geschichten und Beiträge aus dem Volksleben veröffentlichte.

#### Bündner Kalender, Graubünden
Der Bündner Kalender erscheint seit 1841 und hat sein Erscheinungsbild bis heute kaum verändert. Gegründet wurde er vom Churer Verleger Johannes Braun mit dem Ziel, den populären Appenzeller Kalender durch ein spezifisch auf Graubünden zugeschnittenes Jahrbuch zu ersetzen. Früh wurde er in liberalen Druckereien in Chur gedruckt und vertrat einen kämpferisch freisinnigen Geist, analog zu den damals gleichverlegten Zeitungen. Inhaltlich widmet sich der Bündner Kalender ganz der Kultur und Geschichte Graubündens. Jede Ausgabe enthält ein Kalendarium (mit Bauernregeln, Mondphasen, Namenstagen), einen ausführlichen Wetterrückblick aufs Vorjahr, traditionelle Bauernregeln, Tierkreiszeichen, Porträts bedeutender Bündner Persönlichkeiten und ein vollständiges Verzeichnis der Behörden im Kanton. Charakteristisch sind die zweisprachigen Inhalte: pro Jahrgang erscheinen einige Artikel auf Rätoromanisch (neben der Hauptsprache Deutsch). Das Engadin verfügt daneben über eine eigene romanischsprachige Kalendertradition (siehe Chalender Ladin). Der Bündner Kalender wird bis heute in Chur verlegt, lange beim Casanova Verlag, heute bei Desertina Verlag, und erschien bis 2023 bereits in über 180 Jahrgängen. Er gilt als wichtige Quelle zur rätischen Volkskunde und zum alpinen Brauchtum Graubündens.

### Rätoromanische und italienische Schweiz

#### Chalender Ladin
Der Chalender Ladin ist ein jährlich erscheinender Volkskalender in rätoromanischer Sprache und gehört zur ladinischen Sprachgruppe im Engadin. Er wurde 1911 gegründet und erscheint bis heute. Der Kalender ist in den Engadiner Idiomen Vallader und Puter verfasst und behandelt kulturelle Themen aus dem Engadin und angrenzenden Regionen.

#### Italienischsprachige Kalender
In der Svizzera italiana (Tessin und Südbünden) entstanden Volkskalender meist im Umfeld kirchlicher Verlage. Der erste Tessiner Almanach war La scuola di Minerva, gedruckt 1746 in Lugano. Eigene langlebige Jahrkalender-Traditionen auf Italienisch konnten sich jedoch kaum etablieren. Stattdessen wurden italienischsprachige Publikationen oft durch Übersetzungen bedient: So gab es vom Einsiedler Kalender ab 1886 eine italienische Ausgabe, die weite Verbreitung fand. Auch der Messager boiteux aus der Westschweiz wurde im 19. Jahrhundert zeitweise auf Italienisch (als Corrier zoppo) angeboten. Heute existiert im Tessin kein direkt vergleichbarer Volkskalender; die historische Funktion solcher Almanache wird dort teilweise von katholischen Jahrbüchern oder lokalen Chroniken übernommen.

### Westschweiz (Romandie)

#### Le Messager boiteux – Almanach romand
Der Véritable Messager boiteux de Berne et de Vevey (so der volle Titel) ist der bekannteste französischsprachige Volkskalender der Schweiz. Er erscheint seit 1707 ununterbrochen und ist damit der älteste noch publizierte Kalender des Landes. Ursprünglich entstand er als französische Übersetzung des Basler Hinkenden Boten, die ab 1707 in Vevey verkauft wurde. Gedruckt wurde er ab der Mitte des 18. Jh. in Vevey und trug nach wechselnden Herausgebern ab 1803 den Doppelnamen Messager boiteux de Berne et de Vevey. Der Messager boiteux hat bis heute einen stark regionalen Charakter und richtet sich an die gesamte Romandie. Jede Ausgabe enthält sowohl den protestantischen wie den katholischen Kalender, astronomische Beobachtungen zu jedem Monat, den Lauf von Sonne und Mond, eine Liste der wichtigsten Jahrmärkte der Schweiz und angrenzender Regionen (Elsass, Savoyen, Aosta) sowie eine Sammlung von Erzählungen und Anekdoten mit Illustrationen. Ausserdem bietet er einen Rückblick auf die wichtigsten Ereignisse des vergangenen Jahres. Weltweit, in der Schweiz und in jedem der französischsprachigen Kantone. Typisch sind auch Wetterprognosen für das kommende Jahr, auf die im Volksmund gerne Bezug genommen wird, etwa bei besonderen Hitze- oder Kälteperioden. Der Messager boiteux erscheint jeweils im Herbst (Anfang September). Heute liegt die Auflage bei rund 80 000 Exemplaren jährlich, was die wirtschaftliche Basis dieses Kulturerbes sichert. Herausgeber ist mittlerweile der Verlag Säuberlin & Pfeiffer in Châtel-St-Denis (FR), doch der historische Ankerort Vevey bleibt präsent. 2022 wurde allerdings die jahrhundertealte Tradition des öffentlichen Ausruf-Verkaufs eingestellt. Der Messager boiteux gilt als lebendiges Relikt: „Wenn der Messager boiteux in einem Haus fehlt, erscheint das kommende Jahr lang und unvollständig“, schrieb schon 1913 ein Westschweizer Journalist anerkennend.

#### Weitere Almanache der Romandie
Neben dem Hauptkalender aus Vevey entstanden früher in anderen Kantonen eigene Messagers boiteux. So gab es etwa Le Messager boiteux de Neuchâtel (1805–1962), der stark lokal geprägt war. Ebenfalls belegt sind Ausgaben in Genf, Freiburg und im Wallis, doch sie verschwanden im Laufe des 19. und 20. Jahrhunderts. Der Messager boiteux aus Vevey hat letztlich alle Regionalausgaben überdauert und ist heute der einzige verbleibende Almanach romand. In ihm lebt die Tradition der hinkenden Boten in französischer Sprache weiter. Diese wird auf nationaler Ebene als schützenswertes Kulturgut betrachtet.

## Aktuelle Bedeutung
Mehrere der genannten Traditionskalender erscheinen bis heute alljährlich. Darunter der Appenzeller Kalender, der Bündner Kalender, der Messager boiteux und der Chalender Ladin. Sie haben ihre Gestaltung und Inhalte in gewissem Masse modernisiert, indem sie aktuelle Informationen und zeitgemässe Themen integrieren, doch behalten sie weitgehend ihre klassische Struktur und Aufmachung bei. Damit tragen sie zur Bewahrung regionaler Identitäten und Sprachen bei und gelten als Teil des immateriellen Kulturerbes der Schweiz. Gerade in ländlichen Gebieten haben viele Familien ihre traditionellen Kalender als festen Bestandteil des Alltags beibehalten. Sei es zur Planung von Feldarbeiten mit Hilfe der Bauernregeln oder als populäre Lektüre. Die traditionellen Schweizer Jahreskalender verbinden Generationen und vermitteln Heimatgeschichte, Brauchtum und Sprachkultur in niedrigschwelliger Form. Auch im 21. Jahrhundert werden die bekanntesten Volkskalender noch in vier Landessprachen gelesen, was ihren kulturellen Stellenwert eindrücklich unterstreicht.